# Kleine koekoek

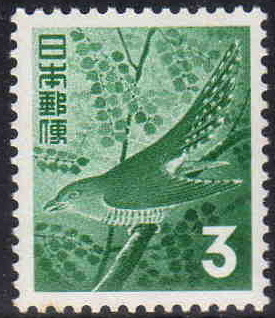
Kleine koekoek op een Japanse postzegel uit 1954

De kleine koekoek (Cuculus poliocephalus) is een koekoekssoort uit het geslacht Cuculus.

## Verspreiding en leefgebied
Deze soort komt voor in Zuid- en Oost-Azië, met name van zuidoostelijk Siberië en Japan tot zuidelijk China, noordelijk Zuidoost-Azië en de Himalaya. Ze overwinteren in India, Sri Lanka en Oost-Afrika.